# Kōichi Yamadera
Kōichi Yamadera (山寺 宏一 Yamadera Kōichi?,  Shiogama (Miyagi), Prefectura de Miyagi, 17 de junio de 1961) es un actor, seiyū, cantante y narrador japonés. Yamadera comenzó a ejercer como actor de voz de 1985 y se graduó por la Universidad Tohoku Gakuin en ciencias económicas. Actualmente está afiliado a Across Entertainment, siendo su anterior compañía, Haikyō.
Algunos de sus papeles más destacados incluyen el de Jūbei Kibagami en Ninja Scroll, Spike Spiegel en Cowboy Bebop, Ryōga Hibiki en Ranma ½, Cheese en Go! Anpanman, Togusa en Ghost in the Shell, Ryōji Kaji en Neon Genesis Evangelion, Kōichi Zenigata en Lupin III y a Beerus en Dragon Ball Super.
También es el artista japonés de doblaje oficial de Will Smith, Jim Carrey y Eddie Murphy. También a dado su voz en la versión japonesa de los siguientes actores: Adam Sandler, Idris Elba, Val Kilmer, Will Ferrell, Wesley Snipes, Woody Harrelson, Keanu Reeves, Chris Tucker, Chris Pratt, Christopher Lloyd, Gary Oldman, Jean Claude Van Damme, John Travolta, Jon Hamm, Steve Buscemi, Stephen Chow, Charlie Sheen, Charlie Chaplin, Denzel Washington, Tony Leung Chiu-wai, Tom Cruise, Tom Hanks, Brad Pitt, Martin Short, Martin Lawrence, Mike Myers, Michael Keaton, Michael J. Fox, Matthew Modine, Matt Dillon, Mel Gibson y Robin Williams.

## Biografía
Yamadera nació el 17 de junio de 1961 en la ciudad de Shiogama, prefectura de Miyagi. Durante la escuela secundaria formó parte del club de baloncesto, donde se desempeñaba como mánager. Inicialmente pensó en convertirse en vendedor, pero posteriormente comenzó a interesarse en la actuación de voz. Su debut en esta área se dio en 1985, haciendo su primera aparición en el OVA Megazone 23, interpretando al motorista Shinji Nakagawa, mientras que su debut televisivo lo fue en el anime Bosco Adventure, interpretando a Otter. El primer papel principal de Yamadera sería el de Ryōga Hibiki en el anime Ranma ½. En 1991, junto con Toshihiko Seki y Noriko Hidaka, Yamadera formó la unidad de actuación "Banana Fritters", que se disolvió cuatro años más tarde, en 1995. En octubre de 1997, Yamadera se convirtió en presentador del programa de variedades infantil Oha Suta de TV Tokyo.
En 2011, Yamadera asumió el papel de Kōichi Zenigata en el popular Lupin III.

## Vida personal
El 23 de mayo de 1993, Yamadera contrajo matrimonio con la también actriz de voz y compañera de trabajo, Mika Kanai. La pareja se divorció en 2006, aunque la noticia no se dio a conocer públicamente hasta 2007. El 17 de junio de 2012, Yamadera nuevamente contrajo matrimonio con la actriz de voz Rie Tanaka, en una ceremonia en Hawái el 3 de enero de 2013. La pareja anunció su divorcio el 3 de agosto de 2018. El 14 de junio de 2021, anunció su matrimonio con la personalidad de radio Robin Shoko Okada.

## Filmografía

### Películas
| Año  | Título                                                                          | Personaje                                           | Notas                |
| ---- | ------------------------------------------------------------------------------- | --------------------------------------------------- | -------------------- |
| 1991 | Ai monogatari                                                                   | Shoichi                                             | Voz (Película de TV) |
| 1991 | Gran Golpe en Nekonron, China                                                   | Ryôga Hibiki y P-chan                               | Voz                  |
| 1992 | Sairento mebiusu 2                                                              | Nachi Aida                                          | Voz                  |
| 1992 | Hashire Melos!                                                                  | Melos                                               | Voz                  |
| 1992 | Ranma ½: Nihao mi concubina                                                     | Ryôga Hibiki y P-chan                               | Voz                  |
| 1992 | Talking Head                                                                    | Shinchiro Otsuka                                    | Voz                  |
| 1993 | Unkai no meikyû zegai                                                           | Toshizô Hijikata                                    | Voz                  |
| 1993 | Ninja Scroll                                                                    | Jubei Kibagami                                      | Voz                  |
| 1993 | Soreike! Anpanman: Kyôryû nosshî no daibôken                                    | Melos                                               | Voz                  |
| 1994 | Dâkusaido burûsu                                                                | Enji                                                | Voz                  |
| 1995 | Ghost in the Shell                                                              | Togusa                                              | Voz                  |
| 1995 | Memories (película)                                                             | Miguel                                              | Voz                  |
| 1995 | Kanojo no omoide                                                                | Miguel Costrela                                     | Voz                  |
| 1996 | X: La película                                                                  | Sorata Arisugawa                                    | Voz                  |
| 1997 | Evangelion: Death and Rebirth                                                   | Ryôji Kaji                                          | Voz                  |
| 1997 | City Hunter: Adiós, mi amor                                                     | Takeaki Muto                                        | Voz (Película de TV) |
| 1997 | Shin seiki evangelion: Koutetsu no girlfriend                                   | Ryojo Kaji, soldado y miembro del cuerpo de tanques | Voz                  |
| 1998 | Galaxy Express 999                                                              | Capitán Harlock                                     | Voz                  |
| 1998 | Shin-chan: Operación rescate                                                    | Bareru                                              | Voz                  |
| 1998 | Cowboy Bebop: Session XX - Mish-Mash Blues                                      | Spike Spiegel                                       | Voz (Película de TV) |
| 1998 | Pokémon: Mewtwo Contraataca                                                     | Mew                                                 | Voz                  |
| 1998 | Lupin III: Burning Memory - Tokyo Crisis                                        | Michael Suzako y Godo                               | Voz                  |
| 1998 | Martian Successor Nadesico: The Prince of Darkness                              | Hokushin                                            | Voz                  |
| 1999 | Pokémon 2: El poder de uno                                                      | Lugia                                               | Voz                  |
| 2000 | Pokémon 3: El hechizo de los Unown                                              | Davit                                               | Voz                  |
| 2000 | Godzilla tai Megaguirus: G Shōmetsu Sakusen                                     | Presentador televisivo                              | Voz                  |
| 2001 | Minna no ie                                                                     | Kikuma Aonuma                                       |                      |
| 2001 | Pokémon 4Ever                                                                   | Haunter                                             | Voz                  |
| 2001 | Sore Ike! Anpanman: Gomira no hoshi                                             | Cheese                                              |                      |
| 2001 | Millennium Actress                                                              | Hombre de llaves                                    | Voz                  |
| 2001 | Cowboy Bebop: Knockin' on Heaven's Door                                         | Spike Spiegel                                       | Voz                  |
| 2001 | Godzilla, Mothra, King Ghidorah: Daikaijū Sōkōgeki                              | Productor de estudio televisivo                     | Voz                  |
| 2001 | Sakura Wars: The Movie                                                          | Brent Futlong                                       | Voz                  |
| 2002 | Pokémon 5: Heroes Pokémon: Latios y Latias                                      | Rossi                                               | Voz                  |
| 2003 | Pokémon 6:Pokémon: Jirachi y los Deseos                                         | Butler                                              | Voz                  |
| 2003 | Lupin III: Operación Devolver los Tesoros                                       | Ivan Krochovich y Ratas                             | Voz (Película de TV) |
| 2004 | Ghost in the Shell 2: Innocence                                                 | Togusa                                              | Voz                  |
| 2004 | Pokémon 7: El Destino de Deoxys                                                 | Dr. Rondot                                          | Voz                  |
| 2004 | Godzilla: Final Wars                                                            | Narrador                                            | Voz                  |
| 2005 | Detective Conan: Estrategia sobre las profundidades                             | Kusaka Hironari                                     | Voz                  |
| 2005 | Una noche tormentosa                                                            | Barry                                               | Voz                  |
| 2006 | Uchôten hoteru                                                                  | Pato Dabudabu                                       | Voz                  |
| 2006 | Ghost in the Shell: Stand Alone Complex 2nd GIG - Individual Eleven             | Togusa                                              | Voz (Película de TV) |
| 2006 | Tachiguishi-Retsuden                                                            | Narrador                                            | Voz                  |
| 2006 | Pokémon Ranger y el Templo del Mar                                              | Jack Walker                                         | Voz                  |
| 2006 | Ghost in the Shell: Stand Alone Complex Solid State Society                     | Togusa                                              | Voz                  |
| 2006 | Paprika. Detective de los sueños                                                | Osanai Morio                                        | Voz                  |
| 2006 | Atagooru wa neko no mori                                                        | Barry                                               | Voz                  |
| 2006 | Anpanman: Star-Spirited Dollie                                                  | Meiken Cheese, Kabao-kun y Kamameshidon             | Voz                  |
| 2007 | Shin kyûseishu densetsu Hokuto no Ken: Raô den - Gekitô no shô                  | Narrador                                            | Voz                  |
| 2007 | El samurái sin nombre                                                           | Rarou                                               | Voz                  |
| 2007 | Appleseed EX Machina                                                            | Brialeos Hacetombcales                              | Voz                  |
| 2007 | Nasu: A Migratory Bird with Suitcase                                            | Jean Luigi Ciocci                                   | Voz                  |
| 2008 | Ghost in the Shell 2.0                                                          | Togusa                                              | Voz                  |
| 2008 | Pokémon 11: Giratina y el defensor de los cielos                                |                                                     | Voz                  |
| 2009 | Yatterman                                                                       | Yatterwoof, Yatterking y Odate-Buta                 | Voz                  |
| 2009 | Kawa no Hikari                                                                  | Padre                                               | Voz (Película de TV) |
| 2009 | Evangelion: 2.0 You Can (Not) Advance                                           | Ryoji Kaji                                          | Voz                  |
| 2009 | Pokémon 12: Arceus y la Joya de la Vida                                         | Gishin                                              | Voz                  |
| 2009 | 20th century boys: Cap. 3 Redención                                             | DJ Konchi                                           | Voz                  |
| 2009 | Space Battleship Yamato: Resurrection                                           | Susumu Kodai                                        | Voz                  |
| 2009 | El profesor Layton y la diva eterna                                             | Pierre Starbuck                                     | Voz                  |
| 2010 | Gekijôban Gintama: Shin'yaku Benizakura hen                                     | Yoshida Shoyo                                       | Voz                  |
| 2010 | Pokémon 13: Zoroark: El Maestro de Ilusiones                                    | Goon                                                | Voz                  |
| 2011 | K.G.                                                                            | Yoshida Shoyo                                       | Voz                  |
| 2011 | Kôkaku kidôtai S.A.C. Solid State Society 3D                                    | Goon                                                | Voz                  |
| 2011 | Appleseed XIII                                                                  | Briareos                                            | Voz                  |
| 2011 | Deddobôru                                                                       | Locutor                                             | Voz                  |
| 2011 | Pokémon 14: Negro - Victini y Reshiram                                          | Momonto                                             | Voz                  |
| 2011 | Pokémon 14: Negro - Victini y Zekrom                                            | Momonto                                             | Voz                  |
| 2011 | Una carta para Momo                                                             | Kawa                                                | Voz                  |
| 2011 | Magic Tree House (película)                                                     | Padre                                               | Voz                  |
| 2011 | Lupin the III: Chi no kokuin - eien no mermaid                                  | Inspector Zenigata                                  | Voz (Película de TV) |
| 2011 | Rupan no kiganjô                                                                | Lupin                                               | Voz                  |
| 2012 | Hôkago middonaitâzu                                                             | Kunstlijk                                           | Voz                  |
| 2012 | Lupin the III: Another Page                                                     | Zenigata                                            | Voz (Película de TV) |
| 2012 | Eiga Kaiketsu Zorori: Da da da daibouken!                                       | Zorori                                              | Voz                  |
| 2013 | Dragon Ball Z: La batalla de los dioses                                         | Beerus                                              | Voz                  |
| 2013 | Gekijouban Gintama Kanketsu-hen: Yorozuyayo eien nare                           | Ladrón del Tiempo                                   | Voz                  |
| 2013 | Pokémon 16: Pokémon Genesect y el despertar de una leyenda                      | Genesect                                            | Voz                  |
| 2013 | Short Peace                                                                     | Samurai                                             | Voz                  |
| 2013 | Lupin III: Princess of the Breeze                                               | Inspector Koichi Zenigata                           | Voz (Película de TV) |
| 2013 | Asa Hiru Ban                                                                    | Bando                                               |                      |
| 2013 | Lupin III vs. Detective Conan: La película                                      | Zenigata                                            | Voz                  |
| 2013 | Sword art online: Extra edition                                                 | Akihiko Kayaba                                      | Voz (Película de TV) |
| 2014 | Jûden Sentai Kyôryûjâ tai Gôbasutâzu: Kyôryû Daisakusen! Saraba Eien no Tomo yo | Tyrannosaurus                                       | Voz                  |
| 2014 | Saint Seiya: Legend of Sanctuary                                                | Saga y Kanon de Géminis                             | Voz                  |
| 2014 | Lupin III: La tumba de Jigen Daisuke                                            | Inspector Zenigata                                  | Voz                  |
| 2014 | Uchu Senkan Yamato 2199: Tsuioku no Kokai                                       | Desler                                              | Voz                  |
| 2014 | Uchu Senkan Yamato 2199: Hoshi-Meguru Hakobune                                  | Desler                                              | Voz                  |
| 2015 | Dragon Ball Z: Fukkatsu no F                                                    | Beerus                                              | Voz                  |
| 2015 | Pokémon 18: Hoopa y un duelo histórico                                          | Hoopa                                               | Voz                  |
| 2016 | Lupin III: The Italian Game                                                     | Inspector Kouichi Zenigata                          | Voz                  |
| 2016 | Final Fantasy XV: La película                                                   | Titus Drautos                                       | Voz                  |
| 2016 | La película Pokémon: Volcanion y la maravilla mecánica                          | Jarvis                                              | Voz                  |
| 2016 | Monsutâ sutoraiku the Movie: Hajimari no basho                                  | Genome                                              | Voz                  |
| 2017 | Lupin III: El rocío de sangre de Goemon Ishikawa                                | Inspector Kouichi Zenigata                          | Voz                  |
| 2017 | Sword Art Online: Ordinal Scale                                                 | Akihiko Kayaba                                      | Voz                  |
| 2017 | The Dragon Dentist                                                              | Godo                                                | Voz (Película de TV) |
| 2017 | Gekijôban Urutoraman Ôbu: Kizuna no chikara, okarishimasu!                      | Alien Gapia Sadeath                                 | Voz                  |
| 2017 | Pokémon the Movie: I Choose You!                                                | Marshadow                                           | Voz                  |
| 2017 | Gintama                                                                         | Yoshida Shoyo                                       | Voz                  |
| 2018 | Batman Ninja                                                                    | Batman                                              | Voz                  |
| 2018 | Okko. El hostal y sus fantasmas                                                 | Kise Bunta                                          | Voz                  |
| 2018 | Dragon Ball Super: Broly                                                        | Birusu                                              | Voz                  |
| 2019 | Lupin III: Goodbye Partner                                                      | Inspector Kouichi Zenigata                          | Voz (Película de TV) |
| 2019 | City Hunter: Shinjuku Private Eyes                                              | Shinji Okuni                                        | Voz                  |
| 2019 | Let's Go! Anpanman: Sparkle! Princess Vanilla of the Land of Ice Cream          | Cheese                                              | Voz                  |
| 2019 | Pokémon: Mewtwo contraataca - Evolución                                         | Mew                                                 | Voz                  |
| 2019 | Lupin III: Prison of the Past                                                   | Inspector Kouichi Zenigata                          | Voz (Película de TV) |
| 2019 | Lupin III: The First                                                            | Inspector Kouichi Zenigata                          | Voz                  |
| 2020 | Amor de gata                                                                    | Mask Seller                                         | Voz                  |
| 2020 | Palabras que burbujean como un refresco                                         | Mr. Fujiyama                                        | Voz                  |
| 2020 | Over the Sky. Más allá del cielo                                                | GÎmon                                               | Voz                  |
| 2021 | Gintama: The Final                                                              | Utsuro y Yoshida Shoyo                              | Voz                  |
| 2021 | Evangelion: 3.0+1.0 Thrice Upon a Time                                          | Ryojo Kaji                                          | Voz                  |
| 2021 | Mobile Suit Gundam: Hathaway's Flash                                            | Hundley Yeoksan                                     | Voz                  |
| 2021 | Deemo                                                                           | Profesor Valenski                                   | Voz                  |
| 2021 | Sword Art Online Progressive: Aria of a Starless Night                          | Akihiko Kayaba                                      | Voz                  |
| 2021 | Jujutsu Kaisen 0: la película                                                   | Miguel                                              | Voz                  |
| 2022 | Shin Ultraman                                                                   | Zoffy                                               | Voz                  |
| 2022 | Dragon Ball Super: Super Hero                                                   | Beerus                                              | Voz                  |

### Series / Animes
| Año                                        | Título                                               | Personaje                                          | Notas                                 |
| ------------------------------------------ | ---------------------------------------------------- | -------------------------------------------------- | ------------------------------------- |
| 1986 - 1987                                | Bosco Adventure                                      | Otter                                              | 26 episodios (Temporada 1 - 3) (Voz)  |
| 1987                                       | Slippy Dandy                                         | Slippy Dandy                                       | Voz                                   |
| 1987                                       | City Hunter                                          | Member B y Waiter                                  | 2 episodios (Temporada 1) (Voz)       |
| 1987                                       | Los Caballeros Blancos                               | Guardock, Mash, Personal de oficina y Navegador    | 7 episodios (Temporada 1) (Voz)       |
| 1987                                       | Kimagure Orange Road                                 | Policia                                            | 1 episodio (Temp. 1 Ep. 37) (Voz)     |
| 1987                                       | Machine Robo: Battle Hackers                         | Drill Crusher y Macher Blaster                     | 31 episodios (Temporada 1) (Voz)      |
| 1987 - 1988                                | Shin kurimu remon                                    | Ryo y Yo                                           | 3 episodios (Miniserie)               |
| 1987 - 1988                                | Esper Mami                                           | Kapi, Hombre C, Subordinado, Director y Estudiante | 5 episodios (Temporada 1) (Voz)       |
| 1988                                       | Dagon in the Land of Weeds                           | Piloto y Cucaracha                                 | 4 episodios (Temporada 1) (Voz)       |
| 1988                                       | Mashin Hero Wataru                                   | Kurama Wataribe                                    | 1 episodio (Temp 1. Ep. 12) (Voz)     |
| 1988                                       | F. A Todo Gas                                        | Matsuura                                           | 1 episodio (Temp. 1 Ep. 23) (Voz)     |
| 1988                                       | Armor Hunter Mellowlink                              | Lobo                                               | 1 episodio (Temp. 1 Ep. 2) (Voz)      |
| 1988                                       | Soñar con los ojos abiertos                          | Hermano                                            | 1 episodio (Temp. 2 Ep. 10) (Voz)     |
| 1988 - 1989                                | Anpanman                                             | Cheese                                             | 14 episodios (Temporada 1) (Voz)      |
| 1988 - 1989                                | Reina kenrô densetsu                                 | Velt Zaruk                                         | 2 episodios (Temporada 1) (Voz)       |
| 1989                                       | Kyomu Senshi Miroku                                  | Hanzou Hattori                                     | Voz                                   |
| 1989                                       | Las aventuras de Peter Pan                           | Nana                                               | 1 episodio (Temp. 1 Ep. 1) (Voz)      |
| 1989                                       | Meimon! Daisan yakyû-bu                              | Naoya Kyômoto                                      | 1 episodio (Temp. 1 Ep. 11) (Voz)     |
| 1989                                       | Reina kenrô densetsu                                 | Velt Zaruk                                         | 2 episodios (Temporada 1) (Voz)       |
| 1989                                       | Fūma no Kojirō                                       | Rinpyô                                             | Voz                                   |
| 1989                                       | Ranma ½                                              | Ryôga Hibiki, Master y Guia                        | 17 episodios (Temporada 1) (Voz)      |
| 1989                                       | Time Trouble Tondekeman                              | Pharaoh Tutankhamun                                | 1 episodio (Temp. 1 Ep. 4) (Voz)      |
| 1989                                       | Guyver                                               | Zerbebuth                                          | 1 episodio (Temp. 1 Ep. 3) (Voz)      |
| 1989                                       | Goku Midnight Eye                                    | Médico                                             | 2 episodios (Temporada 1) (Voz)       |
| 1989                                       | Megazone 23                                          | Sion                                               | 2 episodios (Temporada 1) (Voz)       |
| 1989 - 1990                                | Gosenzo-sama Banbanzai!                              | Bannai Tatara                                      | 6 episodios (Temporada 1) (Voz)       |
| 1989 - 1990                                | Madō King Granzort                                   | Shaman                                             | 41 episodios (Temporada 1) (Voz)      |
| 1990                                       | Kyatto Ninden Teyandee                               | Karamaru                                           | Voz                                   |
| 1990                                       | Fushigi no Umi no Nadia                              | Elton                                              | 1 episodio (Temp. 1 Ep. 3) (Voz)      |
| 1990                                       | Goddamn                                              | Gen Todoroki                                       | Voz                                   |
| 1990                                       | Hakkenden shin sho                                   | Dosetsu Inuyama                                    | Voz                                   |
| 1990                                       | Gai yoma kakusei                                     | Chico                                              | 2 episodios (Temporada 1) Voz         |
| 1987 - 1991                                | Bubblegum Crisis                                     | Fargo                                              | 6 episodios (Temporada 1) (Voz)       |
| 1991                                       | Dragon Ball Z                                        | Tenshinhan                                         | 2 episodios (Temporada 1) (Voz)       |
| 1991                                       | Doomed Megalopolis                                   | Narutaki                                           | Voz                                   |
| 1991 - 1992                                | Shurato: Dark Genesis                                | Ryu Oh Ryôma                                       | 6 episodios (Temporada 1) (Voz)       |
| 1991 - 1992                                | Detoneita ogan                                       | Masamichi Tomol                                    | 3 episodios (Temporada 1) (Voz)       |
| 1989 - 1992                                | Ranma ½: Nettô-hen                                   | Ryôga Hibiki, P-chan y guia                        | 57 episodios (Temporadas 1 - 7) (Voz) |
| 1992                                       | Ozzu                                                 | Ortis Nate                                         | 2 episodios (Temporada 1) (Voz)       |
| 1992                                       | Sûpâ Zugan                                           | Shintarô Oda                                       | Voz                                   |
| 1992                                       | Green Legend Ran                                     | Chimin                                             | Voz                                   |
| 1993                                       | Sonic Soldier Borgman 2: A New Century 2058          | Maestro Youma                                      | Voz                                   |
| 1993                                       | Orguss 02                                            | Manning                                            | Voz                                   |
| 1992 - 1994                                | Tokyo Babylon                                        | Yamagawa                                           | 2 episodios (Temporada 1) (Voz)       |
| 1994                                       | Bakuen Campus Guardress                              | Chiryû                                             | Voz                                   |
| 1994                                       | Wairudo 7                                            |                                                    | Voz                                   |
| 1994                                       | Otaku no seiza                                       | Otoko                                              | Voz                                   |
| 1992 - 1994                                | Legend of the Galactic Heroes                        | Bruno von Silberberch                              | 3 episodios (Temporada 3) (Voz)       |
| 1995                                       | Neon Genesis Evangelion                              | Ryôji Kaji, Soldador B y Hombre con telefono       | 5 episodios (Temporada 1) (Voz)       |
| 1996                                       | The Special Duty Combat Unit Shinesman               | Shogo Yamadera y Shinesman Grey                    | 2 episodios (Temporada 1) (Voz)       |
| 1997                                       | El Cazador de Vampiros                               | Lord Zabel                                         | Voz                                   |
| 1997                                       | Alexander Senki                                      | Tochirô Oyama                                      | Voz                                   |
| 1997                                       | Photon: The Idiot Adventures                         | Papachareeno                                       | Voz                                   |
| 1998                                       | Pokémon: El lugar de Mew                             | Mew                                                | Voz                                   |
| 1998                                       | Queen Emeraldas                                      | Darius                                             | Voz                                   |
| 1998                                       | Geobreeders: File-X Chibi Neko Dakkan                | Irie Syozoh                                        | Voz                                   |
| Harlock Saga - El anillo de los nibelungos | Capitan Harlock y Tochirô Ôyama                      | 6 episodios (Temporada 1) (Voz)                    |                                       |
| 1998 - 1999                                | Cowboy Bebop                                         | Spike Spiegel                                      | 26 episodios (Temporada 1) (Voz)      |
| 1998 - 1999                                | Dokkiri dokutâ                                       | Haruka Nishikikoji                                 | 26 episodios (Temporada 1) (Voz)      |
| 2000                                       | Hidamari no ki                                       |                                                    |                                       |
| 2000                                       | Aikotoba wa yuuki                                    | Tomomitsu Keno                                     |                                       |
| 2002                                       | Psycho Doctor                                        | Rikiishi                                           | 11 episodios (Temporada 1)            |
| 2002                                       | Space Pirate Captain Herlock: The Endless Odyssey    | Capitan Harlock                                    | 13 episodios (Temporada 1)            |
| 2003                                       | Bakuryū Sentai Abaranger                             | Densuke Hamazaki                                   | 1 episodio (Temp. 1 Ep. 26)           |
| 2003 - 2004                                | Mermaid Saga                                         | Yuuta                                              | 13 episodio (Temporada 1)             |
| 2004                                       | Samurai Champloo                                     | Nagamitsu                                          | 1 episodio (Temp. 1 Ep. 8)            |
| 2004                                       | Monomane Battle                                      | Yutaka Ozaki                                       | 1 episodio (Temp. 10 Ep. 33)          |
| 2005                                       | Xenosaga: The Animation                              | Albedo Piazzolla                                   | 1 episodio (Temp. 1 Ep. 1)            |
| 2005                                       | Kaiketsu Zorori                                      | Zorori                                             | (Voz)                                 |
| 2005                                       | Agatha Christie's Great Detectives Poirot and Marple | Norman Gale                                        | 4 episodios (Temporada 1)             |
| 2002 - 2005                                | Ghost in the Shell: Stand Alone Complex              | Togusa y Laughing Man                              | 51 episodios (Temporadas 1 - 2) (Voz) |
| 2004 - 2005                                | Zorori el extraordinario                             | Zorori                                             | 52 episodios (Temporada 1) (Voz)      |
| 2006 - 2007                                | Sōten no Ken                                         | Kenshiro Kasumi                                    | 26 episodios (Temporada 1) (Voz)      |
| 2008                                       | Yatterman                                            | Narrador, Yakan, Docchirake-Mecha y Yattawan       | 5 episodios (Temporada 1) (Voz)       |
| 2008                                       | Allison & Lillia                                     | Benedict                                           | 2 episodios (Temporada 1) (Voz)       |
| 2008                                       | Fullmetal Alchemist: Brotherhood                     |                                                    | (voz)                                 |
| 1993 - 2008                                | Ranma Nibun no Ichi                                  | Ryoga Hibiki, Jusenkyo Guide y P-chan              | 13 episodios (Temporada 1) (Voz)      |
| 2009                                       | Fullmetal Alchemist: Brotherhood                     | Isaac McDougal                                     | 1 episodio (Temp. Ep. 1) (Voz)        |
| 2008 - 2009                                | Inazuma Eleven                                       | Gakuya Otomura, Shuugo Nikaidou y Raito Noberu     | 7 episodios (Temporadas 1 - 2) (Voz)  |
| 2011                                       | Appleseed XIII                                       | Briareos                                           | 13 episodios (Temporada 1) (Voz)      |
| 2012                                       | Uchu Senkan Yamato 2199                              | Dethler                                            | 1 episodio (Temp. 1 Ep. 1) (Voz)      |
| 2012                                       | Arashi no yoru ni: Himitsu no tomodachi              | Giro                                               | (Voz)                                 |
| 2012                                       | Lupin III: La mujer llamada Mina Fujiko              | Inspector Zenigata                                 | 8 episodios (Temporada 1) (voz)       |
| 2013                                       | Gifuu Doudou!!: Kanetsugu to Keiji                   | Oda Nobunaga                                       | 6 episodios (Temporada 1) (Voz)       |
| 2014                                       | Kantoku Fuyuki Todoki                                | Director-jun                                       | Voz                                   |
| 2014                                       | Mahou Shoujo Taisen                                  | Takesuzume                                         | Voz                                   |
| 2014                                       | Aoi honô                                             |                                                    | 2 episodios (Temporada 1) (Voz)       |
| 2014                                       | Space Dandy                                          | Ton Jravolta                                       | 1 episodio (Temp. 2 Ep. 9) (Voz)      |
| 2014                                       | Cross Ange: Tenshi to Ryū no Rondo                   | Oda Nobunaga                                       | 6 episodios (Temporada 1) (Voz)       |
| 2014                                       | Japan Animator Expo                                  | Varias voces                                       | Voz                                   |
| 2014                                       | Sherlock Holmes                                      | Sherlock Holmes                                    | 3 episodios (Temporada 1) (Voz)       |
| 2012 - 2014                                | Hunter × Hunter                                      | Silva Zoldyck                                      | 8 episodios (Temporada 1) (Voz)       |
| 2008 - 2015                                | Stitch!                                              | Stitch                                             | 80 episodios (Temporadas 1 - 4) (Voz) |
| 2015                                       | Chaos Dragon                                         | Agito Isurugi                                      | 5 episodios (Temporada 1) (Voz)       |
| 2015                                       | Lupin III (2015)                                     | Inspector Zenigata                                 | 24 episodios (Temporadas 1 - 2) (Voz) |
| 2015                                       | Angel Heart                                          |                                                    | 9 episodios (Temporada 1) (Voz)       |
| 2016                                       | Shōwa Genroku Rakugo Shinjū                          | Sukeroku                                           | Voz                                   |
| 2016                                       | Concrete Revolutio                                   | Yusei Washizu                                      | 1 episodio (Temp. 2 Ep. 1) (Voz)      |
| 2016                                       | Shūmatsu no Izetta                                   | Otto                                               | Voz                                   |
| 2015 - 2016                                | One Piece                                            | Donquixote Rosinante                               | 11 episodios (Temporada 1) (Voz)      |
| 2016                                       | Zenigata keibu                                       | Sukeroku                                           | 4 episodios (Temporada 1)             |
| 2016                                       | Tsuribaka Nisshi: Shin'nyû Shain Hamasaki Densuke    | Yusei Washizu                                      | 1 episodio (Temp. 2 Ep. 8)            |
| 2016                                       | Wagahai no heya de aru                               | Otto                                               | 11 episodios (Temporada 1) (Voz)      |
| 2015 - 2018                                | Dragon Ball Super                                    | Beerus                                             | 101 episodios (Temporada 1) (Voz)     |
| 2016 - 2018                                | Saiki Kusuo no Psi-nan                               | Saiki Kumagoro                                     | 11 episodios (Temporadas 1 - 2) (Voz) |
| 2009 - 2018                                | Gintama                                              | Utsuro Shoyo Yoshida                               | 25 episodios (Temporadas 1 - 8) (Voz) |
| 2018                                       | Lupin III (2018)                                     | Inspector Kouichi Zenigata                         | 12 episodios (Temporada 1) (Voz)      |
| 2018                                       | Himote House                                         | Armadura de sala de estar                          | Voz                                   |
| 2018                                       | Souten no Ken Re: Genesis                            | Kenshirou Kasumi                                   | 24 episodios (Temporada 1) (Voz)      |
| 2017 - 2019                                | Uchuu Senkan Yamato 2202: Ai no Senshitachi          | Dessler                                            | 9 episodios (Temporada 1) (Voz)       |
| 2019                                       | Tren bala robot Shinkalion                           | Subaru Azuma                                       | 7 episodios (Temporada 1) (Voz)       |
| 2019                                       | Carole & Tuesday                                     | Desmond                                            | 7 episodios (Temporada 1) (Voz)       |
| 2020                                       | My Hero Academia                                     | Danjuro Tobita/Gentle Criminal                     | 6 episodios (Temporada 4) (Voz)       |
| 2020                                       | Listeners                                            | Kevin Valentine                                    | Voz                                   |
| 2020                                       | Hakushon Daimaō                                      | Hakushon Daimaō                                    |                                       |
| 2020                                       | Ghost in the Shell: SAC 2045                         | Togusa                                             | 1 episodio (Temp. 1 Ep. 2) (Voz)      |
| 2020                                       | Kamen Raidâ Zerowan: Purejidento Supesharu           | Narrador                                           | 2 episodios (Temporada 1) (Voz)       |
| 2020                                       | Ginza kuroneko monogatari                            | Kuroneki                                           | 10 episodios (Temporada 1) (Voz)      |
| 2019 - 2020                                | Kamen Rider Zero-One                                 | Narrador                                           | 41 episodios (Temporada 1) (Voz)      |
| 2012 - 2020                                | Sword Art Online                                     | Akihiko Kayaba                                     | 7 episodios (Temporadas 1 - 4) (Voz)  |
| 2021                                       | Mars Red                                             | Tokuichi Yamagami                                  | 1 episodio (Temp. 4 Ep. 2) (Voz)      |
| 2021                                       | Edén                                                 | Zero y Dr. Weston Fields                           | 4 episodios (Temporada 1) (Voz)       |
| 2021                                       | Gloomy the Naughty Grizzly                           | Gloomy                                             | 9 episodios (Temporada 1)             |
| 2019 - 2021                                | Gen: Lock                                            | Kazu Lida, Robo-Shogun y Otras voces               | 15 episodios (Temporadas 1 - 2) (Voz) |
| 2021 - 2022                                | Lupin III (2021)                                     | Inspector Koichi Zenigata y Inspector Namikoshi    | 13 episodios (Temporadas 1) (Voz)     |
| 2022                                       | Bleach: La guerra sangrienta de los mil años         | Quilge Opie                                        | 4 episodios (Temporada 1) (Voz)       |
| 2022                                       | Arknights: Reimei Zensou                             | Wei Yenwu                                          | 1 episodio (Temporada 1) (Voz)        |
| 2023                                       | Kimetsu no Yaiba                                     | Zohakuten                                          | 4 episodios (Temporada 3) (Voz)       |
| 2023                                       | Pluto                                                |                                                    | Posproducción (Voz)                   |
| 2024                                       | Ranma ½ (Remake)                                     | Ryōga Hibiki                                       | TBA                                   |

### Videojuegos
| Año  | Título                                                         | Personaje                                         | Notas |
| ---- | -------------------------------------------------------------- | ------------------------------------------------- | ----- |
| 1990 | Ranma ½                                                        | Ryoga Hibiki                                      | Voz   |
| 1991 | Ranma ½: Toraware no Hanayome                                  | Ryoga Hibiki y P-Chan                             | Voz   |
| 1992 | Ranma ½: Chounai gekitou hen                                   | Ryoga Hibiki                                      | Voz   |
| 1992 | Ranma ½: Datou, ganso musabetsu kakutou-ryuu!                  | Ryoga Hibiki                                      | Voz   |
| 1992 | Ranma ½: Bakuretsu rantou hen                                  | Ryoga Hibiki                                      | Voz   |
| 1993 | Ranma ½: Byakuran aika                                         | Ryoga Hibiki                                      | Voz   |
| 1994 | Ranma ½: Chougi ranbu hen                                      | Ryoga                                             | Voz   |
| 1996 | Ranma ½: Battle Renaissance                                    | Ryoga Hibiki                                      | Voz   |
| 1997 | Tales of Destiny                                               | Karyl Sheeden                                     | Voz   |
| 1998 | Cowboy Bebop                                                   | Spike Spiegel                                     | Voz   |
| 1998 | Street Fighter Zero 3                                          | Cody y Balrog                                     | Voz   |
| 1998 | Brave Fencer Musashi                                           | Ed                                                | Voz   |
| 1998 | Shiritsu Justice Gakuen: Nekketsu Seisyun Nikki 2              | Daigo Kazama                                      | Voz   |
| 1999 | Super Smash Bros.                                              | Mew                                               | Voz   |
| 1999 | Pokémon Snap                                                   | Mew                                               | Voz   |
| 1999 | Toron ni kobun                                                 | Shitappaer                                        | Voz   |
| 1999 | Uchû senkan Yamato: Harukanaru hoshi Isukandaru                | Susumu Kodai                                      | Voz   |
| 2000 | Carrier                                                        | Jack Eaglefeather                                 | Voz   |
| 2000 | Capcom vs. SNK: Millennium Fight 2000                          | Guile, M. Bison y Balrog                          | Voz   |
| 2000 | Cosmo Warrior Zero                                             | Young Harlock, Great Samurai Tochiro              | Voz   |
| 2000 | Uchû senkan Yamato 2: Ai no senshitachi                        | Susumu Kodai y Mii-kun                            | Voz   |
| 2001 | Matsumoto Leiji Three-Nine                                     | Tochirô Ôyama                                     | Voz   |
| 2001 | Capcom vs SNK 2: Millionaire Fighting 2001                     | Guile y M. Bison                                  | Voz   |
| 2001 | Super Smash Bros                                               | Mew                                               | Voz   |
| 2002 | Xenosaga Episode I: Chikara he no ishi                         | Albedo y Gaignun Kukai                            | Voz   |
| 2002 | Kingdom Hearts                                                 | Pato Donald, Bestia y Genio                       | Voz   |
| 2002 | Harry Potter y la cámara secreta                               | Gilderoy Lockhart                                 | Voz   |
| 2003 | Drag-On Dragoon                                                | Leonard                                           | Voz   |
| 2003 | Bujingai                                                       | Rei Jenron                                        | Voz   |
| 2004 | Xenosaga Episode II: Jenseits von Gut und Böse                 | Albedo y Gaignun Kukai                            | Voz   |
| 2005 | Cowboy Bebop: Tsuitou no yakyoku                               | Spike Spiegel                                     | Voz   |
| 2005 | Kingdom Hearts II                                              | Pato Donald, Bestia y Mushu                       | Voz   |
| 2006 | Xenosaga Episode III: Also Sprach Zarathustra                  | Albedo Piazolla - White Testament y Gaignun Kuka  | Voz   |
| 2006 | Kingdom Hearts Re: Chain of Memories                           | Rei Jenron                                        | Voz   |
| 2007 | Mario Kart Arcade GP 2                                         | Comentador                                        | Voz   |
| 2007 | Kingdom Hearts Re: Chain of Memories                           | Pato Donald, Genio, Bestia y Mushu                | Voz   |
| 2007 | Disney Friends                                                 | Versión japonesa                                  | Voz   |
| 2007 | Fainaru fantajî IV                                             | Versión japonesa                                  | Voz   |
| 2008 | Super Smash Bros. Brawl                                        | Mew                                               | Voz   |
| 2010 | Kingdom Hearts Birth by Sleep                                  | Pato Donald, Jaq, Stitch                          | Voz   |
| 2010 | Yakuza 4                                                       | Shun Akiyama                                      | Voz   |
| 2010 | Kingdom Hearts Re:coded                                        | Pato Donald                                       | Voz   |
| 2010 | The 3rd Birthday                                               | Kyle Madigan                                      | Voz   |
| 2011 | Kyasarin                                                       | Vicent Brooks                                     | Voz   |
| 2011 | Dissidia 012 Final Fantasy                                     | Cain Highwind                                     | Voz   |
| 2011 | Yakuza: Dead Souls                                             | Shun Akiyama                                      | Voz   |
| 2011 | Kinect Disneyland Adventures                                   | Pato Donald y Bestia                              | Voz   |
| 2011 | Fever Ranma ½                                                  | Ryoga Hibiki                                      | Voz   |
| 2012 | Everybody's Golf 6                                             | Carter                                            | Voz   |
| 2012 | Kingdom Hearts 3D: Dream Drop Distance                         | Pato Donald                                       | Voz   |
| 2012 | Sonic & All-Stars Racing Transformed                           | Wreck-It Ralph                                    | Voz   |
| 2012 | Yakuza 5                                                       | Shun Akiyama                                      | Voz   |
| 2014 | Dragon Ball Z: Battle of Z                                     | Birusu                                            | Voz   |
| 2014 | The Last of Us: Left Behind                                    | -                                                 | Voz   |
| 2014 | Yakuza Ishin                                                   | Kito Takayoshi                                    | Voz   |
| 2014 | Teiruzu obu rinku                                              | Karyl Sheeden                                     | Voz   |
| 2014 | Super Smash Bros - Nintendo 3DS                                | Mew                                               | Voz   |
| 2014 | Kingdom Hearts HD 2.5 ReMIX                                    | Pato Donald, Bestia, Mushu, Genio, Jaq y Stitch   | Voz   |
| 2014 | Super Smash Bros - Wii U                                       | Mew                                               | Voz   |
| 2015 | Dragon Ball Xenoverse                                          | Birusu                                            | Voz   |
| 2015 | Tales of Asteria: Hikari to Yami no Kyuuseishu                 | Johnny Shiden                                     | Voz   |
| 2016 | Tales of Asteria: Kesshou no Daichi to Michibiki no Hikari     | Johnny Shiden                                     | Voz   |
| 2016 | Toukiden 2                                                     | Tokitsugu                                         | Voz   |
| 2016 | Dragon Ball Xenoverse 2                                        | Dios de la destrucción Beerus                     | Voz   |
| 2016 | Final Fantasy XV                                               | Titus Drautus                                     | Voz   |
| 2016 | Yakuza 6: The Song of Life                                     | Shun Akiyama                                      | Voz   |
| 2017 | Kingdom Hearts HD 2.8 Final Chapter Prologue                   | Pato Donald                                       | Voz   |
| 2017 | Danganronpa V3: Killing Harmony                                | Monotarô, Monosuke, Monophanie, Monodam y Monokid | Voz   |
| 2017 | Dissidia Final Fantasy Opera Omnia                             | Kain Highwind                                     | Voz   |
| 2017 | Tales of Asteria: Tsuioku no Eden                              | Johnny Shiden                                     | Voz   |
| 2017 | Ghost in the Shell: Stand Alone Complex - First Assault Online | Togusa                                            | Voz   |
| 2018 | Dissidia Final Fantasy NT                                      | Cain Highwind                                     | Voz   |
| 2018 | Gintama ranbu                                                  | Utsuro y Shoyo Yoshida                            | Voz   |
| 2018 | Dragon Ball FighterZ                                           | Birusu                                            | Voz   |
| 2018 | Fist of the North Star: Lost Paradise                          | Narrador                                          | Voz   |
| 2018 | Dragon Ball Legends                                            | Beerus                                            | Voz   |
| 2018 | Doragaria rosuto                                               | Midgardsormr                                      | Voz   |
| 2018 | Super Smash Bros. Ultimate                                     | Mew y Marshadow                                   | Voz   |
| 2019 | Kingdom Hearts III                                             | Pato Donald                                       | Voz   |
| 2019 | Tales of Arteria: Avaron ni Nemuru Kiseki                      | Johnny Shiden                                     | Voz   |
| 2019 | Catherine: Full Body                                           | Vicent Brooks                                     | Voz   |
| 2020 | Dragon Ball Z: Kakarot                                         | Birusu                                            | Voz   |
| 2020 | My Hero One's Justice 2                                        | Gentle Criminal                                   | Voz   |
| 2020 | Tales of the Rays: Last Cradle                                 | Johnny Shiden                                     | Voz   |
| 2020 | Kingdom Hearts: Melody of Memory                               | Pato Donald                                       | Voz   |
| 2022 | Tower of Fantasy                                               | Franz                                             | Voz   |
| 2023 | One Piece Odyssey                                              | Donquixote Rocinante                              | Voz   |
| 2023 | Like a Dragon: Ishin!                                          | Matsusuke Niibori                                 | Voz   |
| 2023 | Redemption Reapers                                             | Desconocido                                       | Voz   |

### Cortometrajes
| Año  | Título                                  | Personaje      | Notas |
| ---- | --------------------------------------- | -------------- | ----- |
| 1988 | Esupâ Mami: Hoshizora no danshingu rôru | Hombre A       | Voz   |
| 1990 | Sonic Soldier Borgman: Lover's Rain     | Thunder        | Voz   |
| 1997 | Kyûteî Hanî F                           | Roberto        | Voz   |
| 2001 | Sayonara Disney's Fantillusion!         | Pato Donald    | Voz   |
| 2008 | Megumi                                  | Shigeru Yokota | Voz   |
| 2012 | Tsukumo                                 | Otoko          | Voz   |
| 2014 | The Dragon Dentist                      |                | Voz   |
| 2014 | Hill Climb Girl                         |                | Voz   |
| 2014 | Carnage                                 |                | Voz   |
| 2015 | Yamadeloid                              |                | Voz   |
| 2015 | Power Plant No.33                       |                | Voz   |
| 2015 | Sex & Violence with Machspeed           |                | Voz   |
| 2015 | Hisutori Kikan                          |                | Voz   |
| 2015 | Tabi no robo kara                       | Robowo         | Voz   |
| 2015 | Cassette Girl                           | Sandro         | Voz   |
| 2015 | Rapid Rouge                             |                | Voz   |
| 2016 | Mobile Police Patlabor Reboot           |                | Voz   |

## Roles de Doblaje
- Lilo & Stitch como Stitch (2025)
- Eddie Murphy

```
   Mulan 1999 (Mushu)
```

- 48 Hrs (ediciones de NTV; 1990, TV Asahi; 1994 y WOWOW; 2017) (Reggie Hammond)[61]
- Trading Places (1995 TV Asahi edition) (Billy Ray Valentine)
- Beverly Hills Cop (On-demand edition) (Detective Axel Foley)
- Coming to America (Edición de NTV; 1999) (Prince Akeem Joffer, Clarence, Randy Watson, Saul)

- Jim Carrey

- Brad Pitt

- Jean-Claude Van Damme

- Charlie Sheen

- Robin Williams